# Prysmian Group
Prysmian Group är ett italienskt, multinationellt företag som tillverkar och levererar kraft-, kommunikation- och industrikablar under varumärken som Draka, Prysmian och General Cable. Företaget har över 30 000 anställda runt om i världen och har sitt huvudkontor i Milano, Italien. I Sverige har företaget en tillverkande fabrik i Nässjö. Mätt i omsättning är Prysmian Group världens största kabeltillverkare och är börsnoterat på Borsa Italiana.
2019 blev Prysmian Group för första gången listade på DJSI (Dow Jones Sustainability Index World), som utvärderar företags ESG-prestationer.

## Historia
Prysmian Group bildades 2011 genom en fusion mellan kabeljättarna Prysmian och Draka. 2018 köptes även General Cable upp av gruppen och är en fullt integrerad del av företagsgruppen.

### Prysmian
2005 grundades Prysmian Srl av Goldman Sachs, som köpte loss energi- och kommunikationskabelavdelningen från den italienska däcktillverkaren Pirelli. 

### Draka
Draka skapades 1910 i Nederländerna under namnet Hollandsche Draad- en Kabelfabriek. 1970 köptes företaget av Philips och förblev Philips kabelavdelning fram till 1986, då man köptes ut och antog namnet Draka. Draka startade sin verksamhet i Sverige 1999. Idag (2020) arbetar cirka 180 personer i Nässjö med försäljning, administration och tillverkning.

### General Cable
I New Jersey 1927 gick ett flertal kabelföretag ihop och bildade General Cable. Sedan 2018 har företaget varit en del av Prysmian Group, men har även ägts av Penn Central åren 1981-1992.